# Costa Smeralda (singolo)
Costa Smeralda è un singolo del gruppo musicale italiano Il Pagante, pubblicato il 13 giugno 2025 come sesto estratto dal loro quarto album in studio FOMO.

## Descrizione
Il brano è un omaggio all'omonimo tratto costiero della Gallura nel nord-est della Sardegna.

## Video musicale
Il video musicale, diretto da Elisa Marocci e Wassim Wilo, è stato pubblicato il 17 giugno 2025 attraverso il canale YouTube del gruppo musicale. Il video vede la partecipazione di Maccio Capatonda, Il Boomer Milanese, Michelle Comi e Radja Nainggolan.

## Tracce
Testi e musiche di Edoardo Cremona, Eugenio Maimone, Federico Mercuri, Giordano Cremona, Iacopo Falsetti, Komilaza.
1. Costa Smeralda – 2:29